# Клемент Ґотвальд

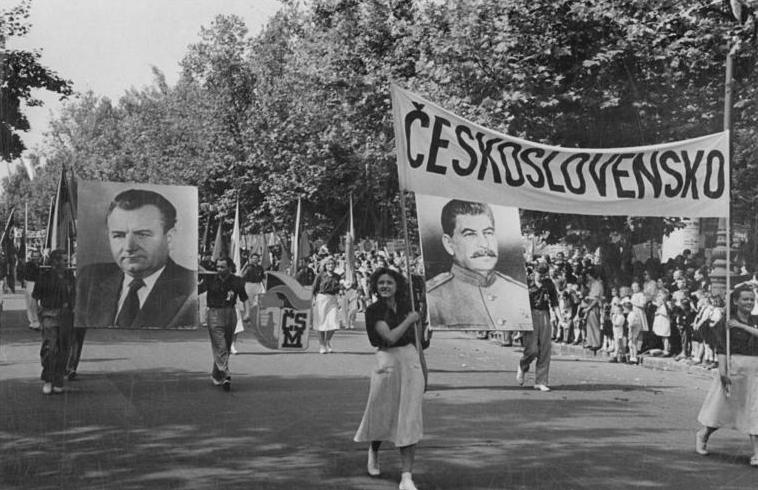
Святкування Міжнародного дня захисту дітей 1949 року в Будапешті, Угорщина. На знімку Чехословацька делегація несе портрет Ґотвальда, зправа Сталіна

Кле́мент Ґо́твальд (чеськ. Klement Gottwald МФА: [ˈklɛmɛnt ˈɡotvalt]) — політичний діяч Чехословаччини, лідер Комуністичної партії Чехословаччини, прем'єр-міністр Чехословаччини і президент Чехословаччини.

## Життєпис
Спочатку працював столяром-червонодеревником.
Під час Першої світової війни був солдатом ц. і. к. австро-угорської армії і, зокрема, взяв участь у Зборівській битві між австро-угорською та російською арміями 2 липня 1917 року.
У 1921 році став одним із засновників Комуністичної партії Чехословаччини, в 1921—1926 — редактор партійної газети і партійний функціонер у Словаччині, з 1925 — член ЦК партії, в 1926—1929 очолював Центральний політичний і пропагандистський комітет ЦК КПЧ, в 1929—1948 депутат парламенту, в 1929—1945 генеральний секретар КПЧ, в 1935—1943 секретар Комінтерну, в 1939—1945 один із лідерів чеського комуністичного опору (в Москві), в 1945—1953 голова КПЧ, в 1945—1946 віце-прем'єр, 1946—1948 прем'єр-міністр уряду Чехословаччини (уряди Національного фронту), 1948—1953 Президент Чехословаччини.
У лютому 1948 відбувся державний заколот, у результаті якого до влади прийшли комуністи. Відтак КПЧ розпочала зміцнення тоталітарного режиму, реорганізацію всього життя країни на радянський взірець. У 1948 р. ухвалено закон про націоналізацію промислових підприємств, згідно з яким практично вся промисловість, за винятком дрібних майстерень, стала власністю держави. Парламент ухвалив через три місяці після перевороту нову конституцію (так звану «Конституцію 9 травня»), що проголосила найближчою метою «побудову соціалізму». Президент Бенеш відмовився підписати конституцію і пішов у відставку 7 червня 1948 (він помер через три місяці). Проведено «вибори» до Національних зборів, на яких висунуто винятково кандидатів від комуністів або їхніх прихильників, і вони «одержали» близько 90 % голосів. Такі «вибори», як і в інших соціалістичних країнах, регулярно проводили протягом усіх років існування комуністичного режиму. 14 червня Національна асамблея обрала Ґотвальда на Президента Чехословаччини. Демократичні партії зазнали поразки й були розгромлені. Соціал-демократичну партію приєднали до КПЧ. Проголошений курс на «будівництво соціалізму» знайшов утілення в п'ятирічних планах, перший з яких розраховано на 1949—1953 рр. і спрямовано на розбудову важкої індустрії. Розпочалася колективізація села. «Будівництво соціалізму» відбулося в умовах суворого терору проти всякого інакодумства. Затим, що серед членів уряду спочатку багато хто протидіяв радянському втручанню в політику Чехословаччини, Ґотвальд провів серію чищень — спочатку він усунув з влади некомуністів, пізніше — низку найвищих членів партії, серед яких, — генеральний секретар ЦК КПЧ Рудольф Сланський, міністр закордонних справ Володимир Клементіс і лідер Словаччини Густав Гусак (останній пережив репресії і навіть пізніше сам очолив КПЧ).
На похоронах Сталіна Ґотвальд застудився й через декілька днів помер. Його наступником на посаді президента країни став Антонін Запотоцький, що в 1948—1953 посідав посаду прем'єр-міністра.
«Відлига» в СРСР, що настала в 1953—1956 рр., мало позначилась на внутрішньому житті Чехословаччини. У другій половині 50-х років КПЧ провела кампанію із завершення колективізації. Комуністична пропаганда оголосила, що, коли вже «соціалістичні відносини» стали панівними як у місті, так і на селі, то це означає «перемогу соціалізму» в Чехословаччині. Відповідно до цього у 1960 р. ухвалено нову конституцію, за якою держава дістала нову назву — Чехословацька Соціалістична Республіка (ЧССР). Проголошувалося, що комуністична партія здійснює «керівну роль» у державі. Конституція зміцнювала унітарний характер державного устрою ЧССР: і без того куцу автономію Словаччини зведено нанівець.
«Перемога соціалізму» виявилася звичайним ідеологічним міфом. Уже на початку 60-х років у країні загострилися економічні труднощі. Водночас визрівало широке суспільне невдоволення тоталітарним режимом, партійним диктатом, браком громадянських прав і свобод. У країні виникла гостра політична криза. На початку 1968 р. партійне керівництво очолив Олександр Дубчек, що зарекомендував себе прихильником реформ, а президентом ЧССР став герой Другої світової війни генерал Людвік Свобода, оновилося партійно-державне керівництво в цілому.

## Почесті
У 1949—1990 рр. місто Злін в Чехії носило ім'я Ґотвальдов.
У 1976—1990 рр. місто Зміїв в Україні називалося Готвальд.